# Ried (Bawaria)
Ried – miejscowość i gmina w Niemczech, w kraju związkowym Bawaria, w rejencji Szwabia, w regionie Augsburg, w powiecie Aichach-Friedberg. Leży około 20 km na południe od Aichach.

## Demografia
| Rok  | Liczba mieszk. |
| ---- | -------------- |
| 1970 | 1 615          |
| 1987 | 2 357          |
| 2000 | 2 775          |

## Polityka
Wójtem gminy jest Anton Drexl z CSU, rada gminy składa się z 14 osób.
|      | CSU | BG | FWG | Razem |
| 2008 | 8   | 3  | 3   | 14    |
| 2002 | 8   | 3  | 3   | 14    |

## Oświata
W gminie znajduje się przedszkole oraz szkoła podstawowa (10 nauczycieli i 167 uczniów).